# James FitzJames, 1:e hertig av Berwick
James FitzJames, förste hertig av Berwick, född 21 augusti 1670 i Moulins i Allier, död 12 juni 1734 i Philippsburg i nuvarande Baden-Württemberg, var en utomäktenskaplig son till Jakob II av England och Arabella Churchill, syster till John Churchill, 1:e hertig av Marlborough. Av sin fader fick han titeln hertig av Berwick-upon-Tweed. 
James FitzJames uppfostrades i Frankrike och började sin militära bana i kejsarens tjänst i Ungern, men hemkallades av fadern 1687. Efter Jakobs fall som regent deltog James FitzJames i fälttåget på Irland, bland annat i slaget vid Boyne, men gick därefter i fransk tjänst. Han deltog i spanska tronföljdskriget, blev 1702 generallöjtnant och fick 1704 överta befälet i Spanien, och kuvade 1705 hugenottupproret i Cevennerna, och blev 1706 marskalk av Frankrike och fick samma år åter befälet i Spanien. 
Hans seger i slaget vid Almanza 1707 tryggade Filip V:s tron. James FitzJames blev som belöning pär av Frankrike och hertig av Liria och Xereca i Spanien. Under de följande åren hade han befälet på olika fronter. 1709-12 försvarade han framgångsrikt Frankrikes sydöstra gräns. 1718 förde hertigen av Berwick befälet över den franska armé, som marscherade in i Spanien. Hertigen av Berwick stupade i polska tronföljdskriget då han träffades av en kanonkula under belägringen av Philippsburg 12 juni 1734. 
De memoarer som efter hans död utgavs under hans namn, var bara för tiden fram till 1715 författade av honom själv.
Gift 1:o 1695 med lady Honora de Burgh (d. 1698). Gift 2:o med Anne Bulkeley (d. 1758).
Barn:
- James Francis Stuart-FitzJames-Stuart, 2:e hertig av Berwick m.m. (1696-1738)

Dessutom 10 barn